# Trichotosia pulvinata
Trichotosia pulvinata là một loài thực vật có hoa trong họ Lan. Loài này được (Lindl.) Kraenzl. miêu tả khoa học đầu tiên năm 1911.